# Hermann Schischegg
Hermann Schischegg (* 1878 in Marburg an der Drau; † 1960 in Graz) war ein slowenisch-österreichischer Fotograf, Drucker und Unternehmer, unter anderem im Bereich Bildpostkarten.

## Leben
Der 1878 im späteren Maribor geborene Hermann Schischegg erlernte das fotografische Handwerk bei seinem in Marburg an der Drau tätigen Onkel Ludwig Kieser, dem Anfang des 20. Jahrhunderts in München tätigen und mit einer Bronzeplakette von 1911 für 15-jährige Mitgliedschaft in einer fotografischen Vereinigung geehrten Hoflieferanten.
1912 richtete Schischegg in Graz eine „Kopieranstalt für Bildpostkarten“ ein, wirkte vor 1915 jedoch auch schon als Porträtfotograf in der Körösistraße 3.
Erst im Jahr 1920 aus dem Ersten Weltkrieg nach Graz zurückkehrend, richtete Hermann Schischegg in der Körösistraße 3 nun ein Atelier ein, das er 1922 in die Wohnung in der Neutorgasse 2 und 1929 in die Rosenkranzgasse 7 verlegte.
Eine im Jahr 1923 gefertigte Innenaufnahme des Annenhofkinos durch Schischegg wurde knapp ein Jahrhundert später als Illustration zur Kinogeschichte verwendet.
Vor allem im Jahr 1924 erschienen Abdrucke von Schischecks Fotografien in der Grazer Illustrierten Das interessante Blatt unter Titeln wie „Sängerfahrt der Wiener Postler nach Graz“ oder „Kriegsgefangene und Rückkehrer“, aber auch „Jägertag“ und „Kongress zur Bekämpfung des Mädchen- und Kinderhandels“.
Für die Jahre 1925 bis 1929 ließ sich eine Mitgliedschaft Schischeggs in der Steiermärkischen Landesgenossenschaft der Photographen belegen.
1929 warb Schischeggs „Photodruckanstalt“, auch „Expreß-Druckanstalt“ genannt, mit der „Massenanfertigung von Bromsilberpostkarten“, später auch mit der Bedienung von Eilaufträgen innerhalb von Stunden sowie unter anderem als Photo-Postkarten Druckanstalt.
Ab dem 11. November 1932 nahm Hermann Schischeck an einer von der Landesgenossenschaft der Photographen für Steiermark und des Landesgewerbeförderungsdienstes in der Handelskammer Graz gezeigten Gruppenausstellung mit Lichtbildern zum Thema „Tierstudien“ teil.
Ab 1934 ergänzte Schischegg seine Unternehmung mit einem Fotogeschäft, firmierte bald auch als Photohaus Schischegg.

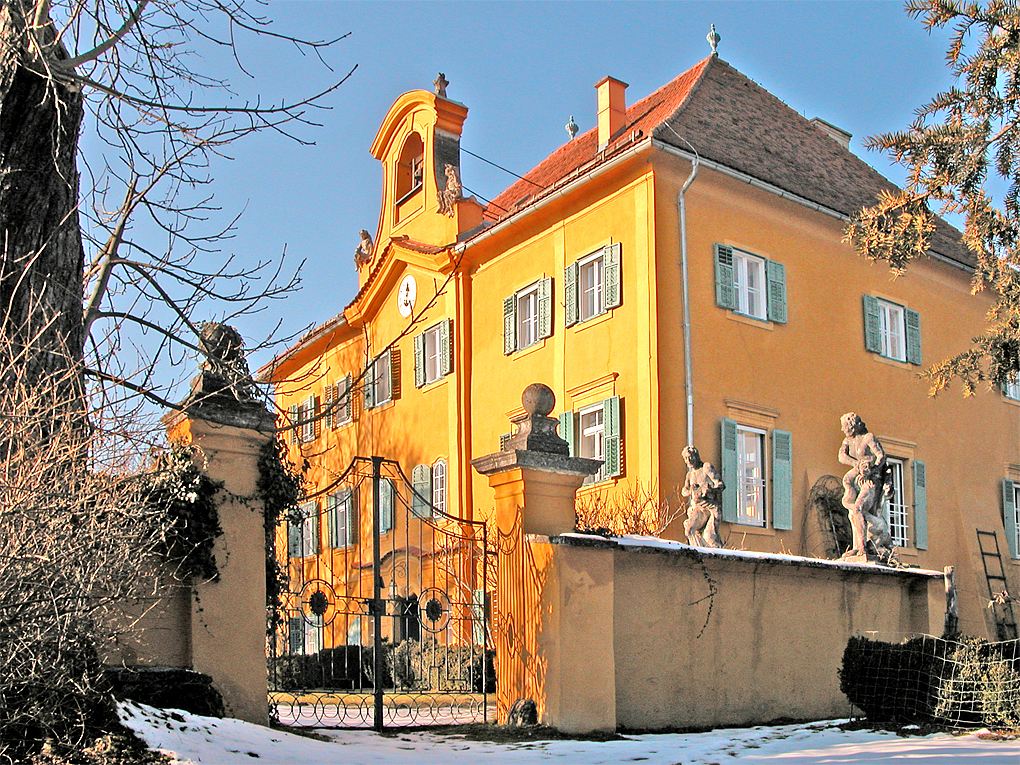
Schloss Flamhof

Ab dem Jahr des Anschlusses Österreichs durch das nationalsozialistische Dritte Reich betrieb Schischegg ab 1938 seine Unternehmung auf Schloss Flamhof in Sankt Nikolai im Sausal, zeitweilig auch mit Sitz in „Flamberg“ benannt.
Im Jahr des Beginns des Zweiten Weltkrieges wurde Hermann Schicheggs Gewerbeanmeldung 1939 gelöscht, doch nach der Übernahme seiner Unternehmung durch Franz Schrattenhofer zog sich Schischegg erst 1940 aus dem Geschäft zurück, das noch 1943 als „Photohaus Schischegg“ bekannt war.
Ein „SCHISCHEGG, Hermann“ war zeitweilig als V-Mann im Sicherheitsdienst des Reichsführers SS tätig.

## Archivalien
Archivalien von und über Hermann Schischegg finden sich beispielsweise
- im Bild- und Tonarchiv des Landesmuseums Joanneum in Graz, das 1995 „mehrere Alben, lose Positivkopien und Postkarten sowie ein Album mit Bildern des Festzuges anläßlich der Jagdausstellung 1923“ angekauft hat.[1]